# ديفيد زويفيل
ديفيد يوجين زويفيل(بالإنجليزية: David E. Zweifel)‏ (مواليد 13 سبتمبر 1934) دبلوماسي أمريكي شغل منصب سفير الولايات المتحدة في شمال اليمن من 1981 إلى 1984. التحق زويفيل بالسلك الدبلوماسي الأمريكي في عام 1962، حيث تولى مهمة مسؤول سياسي في البرازيل.